# Hemionchos mobulae
Hemionchos mobulae is een lintworm (Platyhelminthes; Cestoda). De worm is tweeslachtig. De soort leeft als parasiet in andere dieren.
Het geslacht Hemionchos, waarin de lintworm wordt geplaatst, wordt tot de familie Eutetrarhynchidae gerekend. De wetenschappelijke naam van de soort werd voor het eerst geldig gepubliceerd in 2006 door Campbell & Beveridge.